# Gymnangium africanum
Gymnangium africanum is een hydroïdpoliep uit de familie Aglaopheniidae. De poliep komt uit het geslacht Gymnangium. Gymnangium africanum werd in 1958 voor het eerst wetenschappelijk beschreven door Millard. 